# The Sound of San Francisco
«The Sound of San Francisco» (чи «San Francisco dreamin'») найпопулярніший сингл Австрійського танцювального гурту Global Deejays. Містить Семпли із пісень San Francisco (Be Sure to Wear Flowers in Your Hair) Скотта Маккензі і семпли із пісні California Dreamin' гурту The Mamas & the Papas.
У кліпі, гурт з дівчатами їдуть у шкільному автобусі містами, які перераховуються в пісні.
Це перша австрійська танцювальна пісня, яка потрапила до першої десятки у більш ніж 10 чартах з усього світу.

## Місця в Чартах
- № 1 — Росія, Україна, Іспанія
- № 3 — Бразилія, Німеччина
- № 4 — Австрія
- № 18 — Франція
- № 25 — Швейцарія